# Droguetia
Droguetia es un género botánico con 20 especies de plantas de flores perteneciente a la familia Urticaceae.

## Especies seleccionadas
- Droguetia ambigua
- Droguetia burchellii
- Droguetia cuneata
- Droguetia debilis
- Droguetia diffusa